# Верх-Сузун
Верх-Сузун — село в Сузунском районе Новосибирской области России. Административный центр Верх-Сузунского сельсовета.

## География
Площадь села — 174 гектара.
Находится на реке Верхний Сузун.
уличная сеть
Береговой переулок, Весенняя улица, Дачный переулок, Западная улица, Заречная улица, Луговая улица, Майский переулок,
Набережная улица, Новая улица, Октябрьский переулок, Первомайская улица, Переулок Старина, Полевая улица, Рыбзаводская улица, Северный переулок, Солнечный переулок, Улица Мира, Школьный переулок.

## Население
| 2002 | 2007 | 2010 |
| ---- | ---- | ---- |
| 866  | ↗900 | ↘829 |

## Известные уроженцы
Фартышев, Трифон Васильевич (1919—1981) — полный кавалер ордена Славы.

## Инфраструктура
Действовал рыбзавод, леспромхоз; лес сплавлялся по реке. В Сузунском лесхозе работал Трифон Фартышев.
В селе по данным на 2007 год функционируют 1 учреждение здравоохранения и 1 учреждение образования.
Администрация поселения.

## Транспорт
Проходит автодорога местного значения.